# Muzafar Avazov
Muzafar Avazov, född 1967, död 2002, var en uzbekisk man som ska ha blivit torterad till döds i fängelset i Jaslyk i Uzbekistan.
Avazov, som hade fyra barn, greps 2000 och anklagades för att ha mördat polismän i Ferganadalen och för att tillhöra den muslimska organisationen Hizb ut-Tahrir. Han nekade till anklagelserna men dömdes till 20 år i fängelse. Efter två år i fängelse torterades och skållades han till döds 2002. Kroppen återlämnades till familjen. Hans mor, som ville ha fallet utrett, fängslades och dömdes till sex års fängelse men släpptes efter ett halvår efter internationella protester.